# Gęsiówka Gerarda
Gęsiówka Gerarda (Arabis planisiliqua  (Pers.) Rchb.) – gatunek rośliny zielnej z rodziny kapustowatych. Występuje w Europie i zachodniej Azji. W Polsce rośnie w rozproszeniu na nizinach.

## Morfologia
ŁodygaDo 90 cm wysokości, gęsto ulistniona, pokryta przylegającymi, 2-3-dzielnymi włoskami.
LiścieOwłosione na powierzchni, o uszastej nasadzie; uszka przytulone do łodygi.
KwiatyBiałe; płatki korony drobne, wyprostowane, wąskoklinowate.
OwocePrzytulone do osi kwiatostanu łuszczyny szerokości 0,8-1,2 mm.
NasionaWąsko oskrzydlone.

## Biologia i ekologia
Roślina dwuletnia lub bylina. Rośnie na łąkach, w lasach i zaroślach. Kwitnie w maju i czerwcu. W klasyfikacji zbiorowisk roślinnych gatunek wyróżniający dla łąk selernicowych ze związku Cnidion dubii.

## Zagrożenia i ochrona
Gatunek umieszczony na polskiej czerwonej liście w kategorii DD (stopień zagrożenia nie może być określony).